# Villetrun
Villetrun ist eine französische Gemeinde mit 318 Einwohnern (Stand: 1. Januar 2022) im Département Loir-et-Cher in der Region Centre-Val de Loire. Sie gehört zum Arrondissement Vendôme und zum Kanton Montoire-sur-le-Loir. Die Einwohner werden Villetrunois genannt.

## Geografie
Die Gemeinde Villetrun liegt sieben Kilometer östlich von Vendôme und etwa 24 Kilometer nordnordwestlich von Blois. Umgeben wird Villetrun von den Nachbargemeinden Rocé im Nordwesten und Norden, Faye im Norden und Nordosten, Selommes im Osten und Süden sowie Coulommiers-la-Tour im Westen.

## Einwohnerentwicklung
| Jahr                       | 1962 | 1968 | 1975 | 1982 | 1990 | 1999 | 2006 | 2014 | 2022 |
| -------------------------- | ---- | ---- | ---- | ---- | ---- | ---- | ---- | ---- | ---- |
| Einwohner                  | 250  | 239  | 213  | 244  | 274  | 269  | 287  | 319  | 318  |
| Quellen: Cassini und INSEE |      |      |      |      |      |      |      |      |      |

## Sehenswürdigkeiten

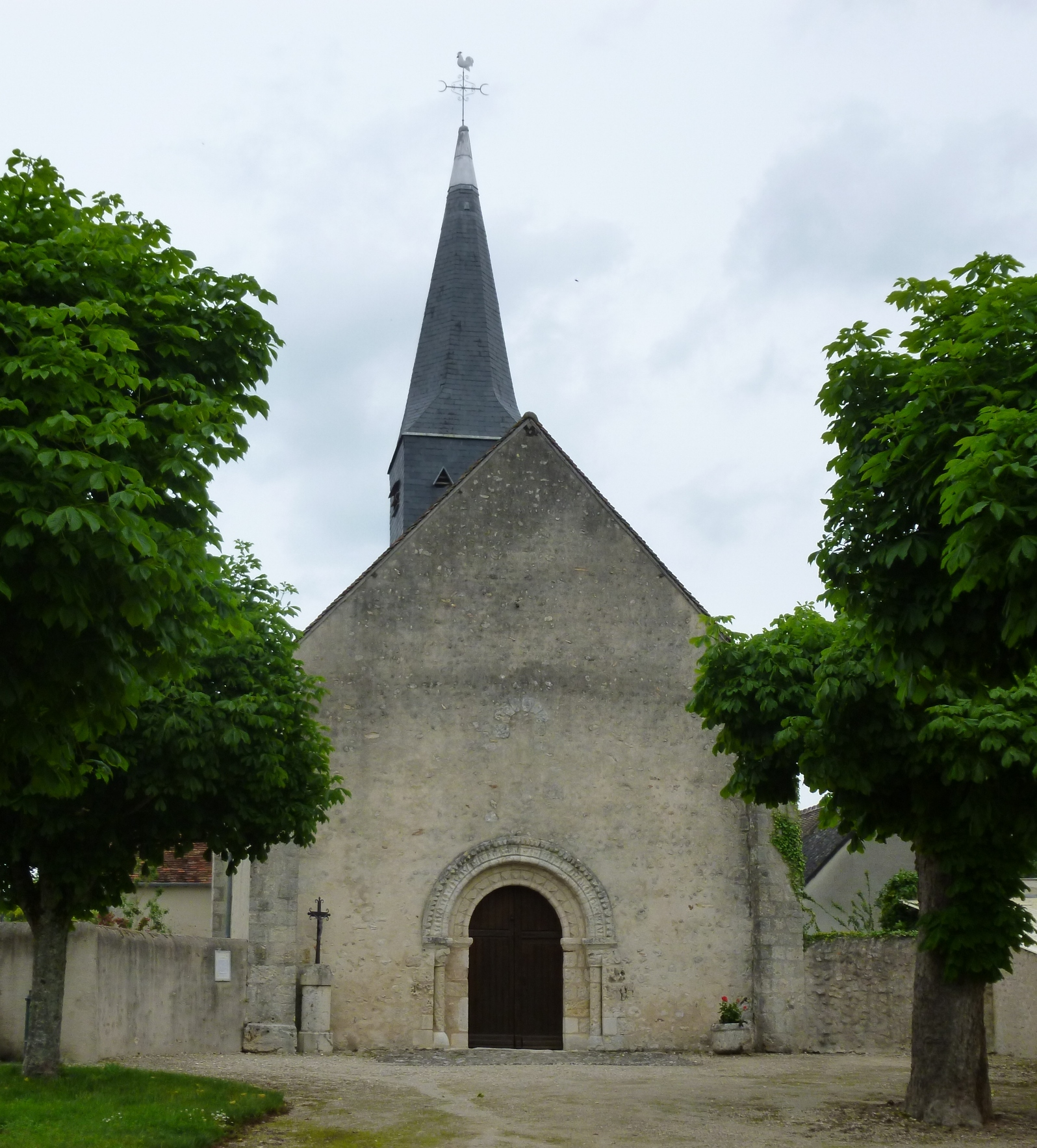
Kirche Saint-Martin
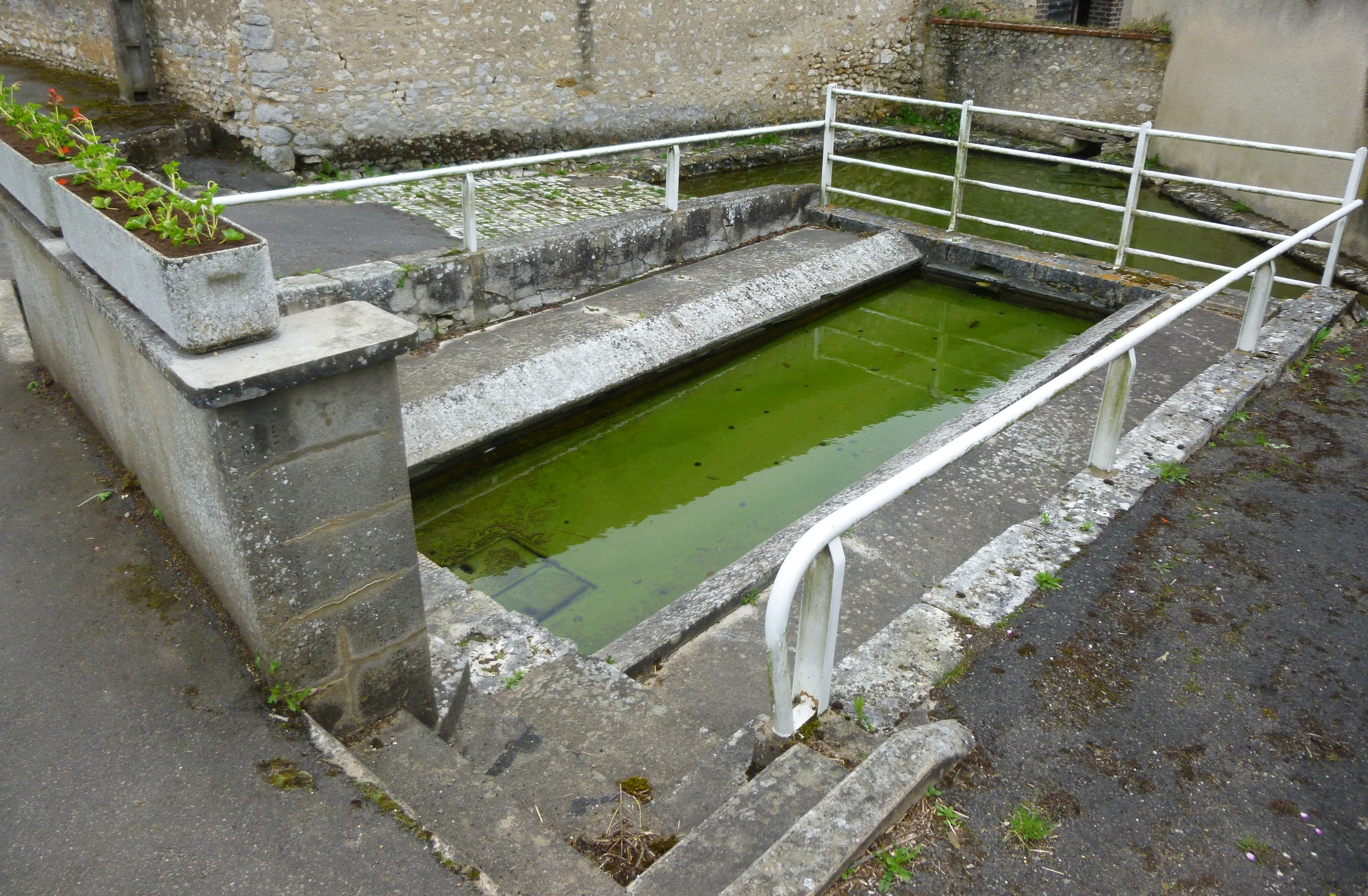
Lavoir
- Wasserturm

- Kirche Saint-Martin
- Lavoir